# یواس‌اس گودهیو (ای‌پی‌ای-۱۰۷)
یواس‌اس گودهیو (ای‌پی‌ای-۱۰۷) (به انگلیسی: USS Goodhue (APA-107)) یک کشتی بود که طول آن ۴۹۲ فوت (۱۵۰ متر) بود. این کشتی در سال ۱۹۴۴ ساخته شد.